# 沃巴什鎮區 (印地安納州亞當斯縣)
沃巴什鎮區（英語：Wabash Township）是位於美國印地安納州亞當斯縣的一個行政鎮區。

## 地方資料
根據2010年美國人口普查的數據，沃巴什鎮區的面積為94.70平方千米，當中陸地面積為93.60平方千米，而水域面積為1.10平方千米。當地共有人口6223人，而人口密度為每平方千米65.71人。